# 項篤壽
项笃寿（1521年—1586年），字子长，号少溪，别号兰石主人。浙江秀水县（今嘉兴）人。明朝藏书家。

## 生平
項銓次子。正德六年（1521年）出生。生而穎異，由舅父鄭曉教他讀書，嘆說：“何其蚤慧也。”嘉靖三十七年戊午科浙江鄉試舉人，四十一年（1562年）登壬戌科進士，丁父艱，居鄉數年，服除，授刑部主事，後以母老為由，请求改任南京，遂改任南京礼部儀制司，不久告病歸。又數年，轉南京吏部考功司郎中。其母去世後，前去北京就職，历官兵部车驾司郎中，轉职方司。项笃寿任上多與张居正意见不合，遂于萬曆七年（1579年）正月，外放为广东左参议，分守惠潮，不久称病辭歸。万历十四年（1586年）九月卒，卒年六十六岁。
好藏书，与弟项元汴见秘册则雇胥手誊录，書成輒藏书楼中。亦好刻書，嘉靖四十五年（1566年）刊刻鄭曉撰《今言》四卷。著有《小司馬奏草》、《今獻備遺》、《全史論贊》、《梁書論贊》、《路記》等。

## 家族
曾祖项質。祖项纲，举人、长葛知县。父项铨，號近溪，贈南京吏部郎中。母陳氏；生母颜氏。兄元淇，上林苑録事。弟项元汴。